# Sigillium
Sigillium is een geslacht van uitgestorven kreeftachtigen uit de klasse van de Ostracoda (mosselkreeftjes).

## Soorten
- Sigillium ellipsoidale Sakina, 1971 †
- Sigillium geitapense Kuznetsova, 1961 †
- Sigillium procerum Kuznetsova, 1960 †